# Netopýr dlouhouchý
Netopýr dlouhouchý (Plecotus austriacus) je evropský druh netopýra.
Je rozšířen ve velké části Evropy. Podobá se netopýru ušatému. Je šedě hnědé barvy, dlouhý 4 až 6 cm, předloktí má 3,7 až 4,5 cm dlouhé a váží od 5 do 14 g. Obývá níže položené lesy, jeskyně a lidská obydlí.
Hnízdiště obývají od dubna do října. Oblíbené jsou půdní prostory a jsou méně teplomilní než ostatní druhy, které obývají tyto prostory.

## Poddruhy
- P. austriacus austriacus, Fischer, (1829).
- P. austriacus ariel, Thomas, (1911).
- P. austriacus christii, Gray, (1838).
- P. austriacus turkmenicus, Strelkov, (1988).
- P. austriacus wardi, Thomas, (1911).